# LGBT aux Fidji
Aux Fidji, les lesbiennes, gays, bisexuels et transgenres (LGBT) sont davantage confrontés à de la discrimination que les autres personnes. En 1997, les Fidji deviennent le deuxième pays au monde après l'Afrique du Sud à protéger explicitement contre la discrimination fondée sur l'orientation sexuelle dans sa Constitution,. En 2009, la Constitution est abolie. La nouvelle Constitution, promulguée en septembre 2013, interdit la discrimination fondée sur l'orientation sexuelle et l'identité ou l'expression de genre. Cependant, le mariage homosexuel demeure interdit aux Fidji et les personnes LGBT souffrent de discriminations et d'intimidations.
Plusieurs groupes de défense des droits des LGBT sont présents aux Fidji.

## Histoire
À l'instar des fa'afafine des Samoa, des māhū d'Hawaï et des whakawāhine de Nouvelle-Zélande, la société traditionnelle fidjienne compte un troisième genre, dont les membres sont nommés vaka sa lewa lewa (vakasalewalewa). Assignées hommes à la naissance, les vaka sa lewa lewa s'habillent et se comportent comme des femmes et sont traditionnellement acceptées par la société fidjienne.

## Organisations
Plusieurs groupes de défense des droits des LGBT sont présents aux Fidji, tels que Diverse Voices and Action (DIVA) for Equality, fondée en 2011, la Rainbow Pride Foundation, fondée en 2008, le Amithi Fiji Project, SAN Fiji, le Drodrolagi Movement[réf. nécessaire], une organisation étudiante, et Youth Voices Count.
Youth Voices Count (les voix des jeunes comptent) est une organisation non gouvernementale pour les jeunes LGTB+ qui s'emploie à résoudre les problèmes de droits humains. L'Assemblée des jeunes de la semaine de la société civile internationale (CIVICUS) porte également les valeurs de l'inclusivité des personnes LGBT dans la région.

## Conditions de vie

### Acceptation sociale
Une majorité de citoyens des Fidji est de confession méthodiste ou catholique, qui considère traditionnellement négativement l'homosexualité et la transidentité, le troisième groupe religieux le plus important étant l'hindouisme. Environ 6% de la population est constituée de musulmans, qui tend aussi à considérer les comportements homosexuels et les identités transgenre comme des péchés qui doivent être corrigés.
Les rapports de crimes de haine contre les personnes LGBT aux Fidji sont rares, bien qu'il y ait eu quelques cas possibles et très médiatisés d'un couple de même sexe victime d'un crime motivé par des préjugés. Le 1er juillet 2001, le chef de la Croix-Rouge John Maurice Scott et son partenaire, Gregory Scrivener, sont assassinés à Suva, lors d'une attaque apparemment homophobe avec un possible motif politique. L'histoire de Scott et Scrivener est devenue le sujet d'un documentaire néo-zélandais de 2008, An Island Calling. En septembre 2017, un étudiant gay est retrouvé mort à Nasinu. En mai 2018, une jeune femme transgenre est assassinée à Suva. Le manque de confiance dans la police en raison d'un éventuel harcèlement décourage probablement les personnes et les couples LGBT de signaler la violence anti-gay ou la discrimination haineuse.
Les mœurs sociales concernant l'orientation sexuelle et l'identité de genre tendent à être conservatrices, avec peu de soutien public pour les droits des LGBT. Alors que certains militants des droits de l'homme font un travail discret sur les préoccupations des droits des LGBT, le gouvernement a, dans le passé, annulé les marches de la fierté gay. Le 17 mai 2013, Journée internationale contre l'homophobie, la transphobie et la biphobie, des militants LGBT organisent des activités pour promouvoir les droits et l'égalité des LGBT. Drodrolagi Movement, un groupe de défense des LGBT, a déclaré que la discrimination et l'intimidation restaient des problèmes aux Fidji. En 2017, un événement célébrant IDAHOTB a eu lieu dans la capitale Suva. L'événement a réuni de nombreux militants LGBT ainsi que des personnalités religieuses.[réf. nécessaire]
Bien qu'elles ne soient pas illégales, les touristes sont avisés que les démonstrations d'affection en public sont souvent considérées comme offensantes.
Le premier défilé de la fierté des Fidji a eu lieu le 17 mai 2018 pour coïncider avec la Journée internationale contre l'homophobie. La marche a lieu à Lautoka, deuxième plus grande ville des Fidji, et est la première marche de ce type dans une nation insulaire du Pacifique (à l'exception de la Nouvelle-Zélande et de certains territoires dépendants, comme Hawaï ). La police locale fournit une escorte aux participants. L'ancien président Epeli Nailatikau prend la parole lors de l'événement.

### Conditions juridiques

#### Loi sur les relations sexuelles entre personnes de même sexe
En 2005, le touriste australien Thomas McCoskar a des relations sexuelles consensuelles avec un adulte nommé Dhirendra Nadan. Les deux hommes sont jugés et emprisonnés en vertu de la loi nationale sur la sodomie, mais la condamnation est annulée en août 2005 par la plus haute cour du pays pour violation de la Constitution,,.
Dans le même temps, le Premier ministre de l'époque, Laisenia Qarase, déclare que les lois pénales de son pays contre l'homosexualité ont un fondement biblique,. En revanche, le vice-président de l'époque, Ratu Joni Madraiwiwi, déclare qu'il estimait que les personnes homosexuelles devraient voir leur droit à la vie privée protégé.
En 2006, le haut-commissaire fidjien en Nouvelle-Zélande confirme qu'il existe désormais une mesure politique interdisant l'arrestation d'homosexuels pour relations homosexuelles consenties.
Depuis le 1er février 2010, les relations sexuelles homosexuelles gays et lesbiennes en privé, entre adultes consentants et non commerciales sont légales en vertu du décret de 2009 sur les crimes.

#### Mariage homosexuel
Les lois fidjiennes sur la famille ne prévoient pas de reconnaissance juridique du mariage homosexuel ni des unions civiles. Depuis 2002, la loi interdit expressément le mariage homosexuel,.
Le 26 mars 2013, le Premier ministre Frank Bainimarama exprime son opposition à l'idée du mariage homosexuel et déclare qu'il "ne sera pas autorisé car il est contraire aux croyances religieuses",. En avril 2013, un groupe de soutien représentant des étudiants LGBT, le mouvement Drodrolagi, appelle à une discussion sur la question. En janvier 2016, le Premier ministre réitère son opposition au mariage homosexuel, déclarant "qu'il n'y aura pas de mariage homosexuel aux Fidji" et propose que les couples lesbiens cherchant à se marier déménagent en Islande.
En 2019, après des spéculations selon lesquelles certaines églises soutiennent l'idée du mariage homosexuel, le Premier ministre réitère son opposition au mariage homosexuel, déclarant: "Tant que nous serons au gouvernement - les Fidji n'autoriseront pas le mariage homosexuel", parce que Fidji est un "pays craignant Dieu". Sa position a été soutenue par l'Église catholique des Fidji, l'Église méthodiste des Fidji et de Rotuma, le Shree Sanatan Dharm Partindhi et la Ligue musulmane des Fidji, qui expriment chacun leur opposition au mariage homosexuel. Le directeur de la Commission fidjienne des droits de l'homme et de la lutte contre la discrimination, Ashwin Raj, déclare que "le mariage homosexuel n'est pas un droit" et qu'il faut plus de clarté sur ce que stipule la Constitution des Fidji sur la question du mariage homosexuel, et que "la priorité doit être de lutter contre la discrimination à laquelle est confrontée la communauté LGBTI". Il appelle aussi à "un débat calme et rationnel" sur la question. La Coalition fidjienne pour les droits de l'homme s'est dite "déçue et troublée" par la position du Premier ministre, arguant que ses propos vont à l'encontre des fondements des lois fidjiennes et contredisent son engagement envers le Conseil des droits de l'homme des Nations unies. Il a appelé les autorités à se réunir et à discuter de la progression vers l'inclusion de la communauté LGBT aux Fidji.
Shaneel Lal, personnalité militante fidjienne et néo-zélandaise, appelle[Quand ?] le gouvernement fidjien à autoriser le mariage homosexuel[réf. nécessaire].

### Protections anti-discrimination
La discrimination dans l'emploi fondée sur l'orientation sexuelle est interdite aux Fidji en vertu de la promulgation de 2007 sur les relations d' emploi.
En 1997, la Constitution comprend une disposition qui interdisait spécifiquement la discrimination gouvernementale sur la base de l'orientation sexuelle. En 2009, la Constitution des Fidji est officiellement abolie par le président,.
En avril 2013, le procureur général, Aiyaz Sayed-Khaiyum, déclare qu'une nouvelle constitution, qui devait être finalisée en 2013, interdirait la discrimination fondée sur l'orientation sexuelle. Cette constitution est promulguée en septembre 2013 et comprend une disposition interdisant la discrimination fondée sur l'orientation sexuelle et l'identité ou l'expression de genre,.

### Thérapies de conversion
Le décret de 2010 sur la santé mentale stipule que les personnes ne doivent pas être considérées comme des malades mentaux si elles refusent ou omettent d'exprimer une orientation sexuelle particulière, et interdit toute thérapie de conversion par des professionnels de la santé agréés dans le domaine de la santé mentale.
En 2022, l'activiste de nationalité fidjienne Kalalisito Biaukula, qui est vakasalewalewa, et milite pour les droits humains des jeunes Lesbiennes, gays, bisexuels et transgenres dans le cadre du Programme des Nations unies pour le développement, déclare que, pour beaucoup de personnes LGBTQ+ aux Fidji, la violence physique et la violence domestique sont une forme de thérapie de conversion familiale.

### Don de sang
En avril 2017, le ministère fidjien de la Santé confirme l'interdiction pour les hommes homosexuels et bisexuels de réaliser un don du sang. La déclaration du ministère intervient après qu'un homme homosexuel a tenté de donner du sang, mais est refusé en raison de son orientation sexuelle. Ashwin Raj, directeur de la Commission fidjienne des droits de l'homme et de la lutte contre la discrimination, a déclaré plus tard qu'il enquêterait sur cette politique, affirmant qu'elle était inconstitutionnelle et discriminatoire.